# Toby Huss
Pour les articles homonymes, voir Huss.
Toby Huss est un acteur américain, né le 9 décembre 1966 à Marshalltown, dans l'Iowa (États-Unis).

## Filmographie

### Cinéma
- 1994 : Hand Gun : Ted
- 1995 : The Salesman and Other Adventures
- 1995 : Basketball Diaries (The Basketball Diaries) : Kenny
- 1996 : Dogs: The Rise and Fall of an All-Girl Bookie Joint : Sammy Cybernowski
- 1996 : I Want My MTV (vidéo) : Frank Sinatra Impersonator
- 1996 : Touche pas à mon périscope (Down Periscope) : Seaman Nitro 'Mike'
- 1996 : Escroc malgré lui (Dear God) : Doubting Thomas Minister
- 1996 : Jerry Maguire de Cameron Crowe : Steve Remo
- 1996 : Beavis et Butt-Head se font l'Amérique (Beavis and Butt-Head Do America) : TV Thief #2, Concierge / Bellboy, Male TV Reporter (voix)
- 1997 : Vacances à Vegas (Vegas Vacation) : Fake I.D. Salesman
- 1997 : Quand le destin s'en mêle (Still Breathing) : Cameron
- 1998 : Shock Television : Donut Shop Patron
- 1999 : The Wetonkawa Flash
- 1999 : Mod Squad (The Mod Squad) : Red
- 1999 : Clubland (en) : Rastus
- 2000 : A Good Baby : AmeriShine (voix)
- 2000 : Endiablé (Bedazzled) : Jerry / Alejandro / Beach Jock / Jerry Turner (Sportscaster #2) / Lance
- 2001 : Human Nature : Puff's Father
- 2001 : Braquage au féminin (Beyond the City Limits) : Dykes
- 2002 : Les Country Bears (The Country Bears) : Tennessee (voix)
- 2006 : Rescue Dawn : Spook
- 2010 : La forêt contre-attaque (Furry Vengeance) : Wilson
- 2011 : Cowboys et Envahisseurs (Cowboys and Aliens) : Roy Murphy
- 2012 : God Bless America : le patron du cinéma
- 2013 : All about Albert (Enough said) : Peter, l'ex-mari d'Eva
- 2015 : Equals de Drake Doremus : George
- 2015 : The Invitation de Karyn Kusama : Dr Joseph
- 2016 : SOS Fantômes de Paul Feig
- 2018 : The Front Runner de Jason Reitman : Billy Broadhurst
- 2018 : City of Lies de Brad Furman : Fred Miller
- 2018 : Destroyer de Karyn Kusama : Gil Lawson
- 2018 : Halloween : Ray Nelson
- 2020 : Horse Girl de Jeff Baena : Joe
- 2021 : Copshop de Joe Carnahan : Anthony Lamb
- 2022 : Blonde d'Andrew Dominik : Allan "Whitey" Snyder
- 2022 : National Anthem de Tony Tost
- 2022 : Weird: The Al Yankovic Story d'Eric Appel : Nick Yankovic
- 2023 : Fast Charlie de Phillip Noyce : Benny
- 2024 : Nutcrackers de David Gordon Green : Aloysius Wilmington
- 2025 : Évanouis (Weapons) de Zach Cregger : Ed Locke

### Télévision
- 1997 : Seinfeld (Saison 9, épisode 5) : Jack
- 1998 : The Army Show : Cpl. Rusty Link
- 1999 : The Duplex
- 2003 : La Caravane de l'étrange (Carnivàle) : Felix « Stumpy » Dreifuss
- 2003 : Making 'Carnivàle': The Show Behind the Show : Felix « Stumpy » Dreifuss
- 2003 : Windy City Heat (en) : Ansel Adams
- 2004 : Pilot Season : Stewart
- 2010 : Esprits criminels (Criminal Minds) : Frank Lynch
- 2010 : Childrens Hospital : Old Timey Psychiatrist
- 2013 :Les Experts : Vegas (CSI: Vegas) : Frank Sinatra/Jeff Levitt
- 2014 : Halt and Catch Fire : John Bosworth
- 2019 - 2021 : Dickinson : Edward Dickinson
- 2023 : Fatal Attraction : Mike Gerard

## Voix francophones
En France
| - Arnaud Arbessier dans : - Escroc malgré lui - Blonde - Bookie (série télévisée) - Laurent Morteau dans : - Cowboys et Envahisseurs - The New Normal (série télévisée) - Front Runner : Le Scandale - Nicolas Marié dans (les séries télévisées) : - La Caravane de l'étrange - White House Plumbers (en) - Christian Gonon dans : - Halloween - Angelyne (mini-série) | Et aussi - William Coryn dans Touche pas à mon périscope - Francois Chaix dans Endiablé - Guillaume Lebon dans Nikki (série télévisée) - Serge Faliu dans Les Experts (série télévisée) - Benoît van Dorslaer dans Halt and Catch Fire (série télévisée) - Vincent Violette dans The Invitation - Pierre Laurent dans SOS Fantômes - Gabriel Le Doze dans In a Valley of Violence - Pierre-François Pistorio dans Outcast (série télévisée) - Xavier Béja dans Take Me - Éric Marchal dans Brooklyn Nine-Nine (série télévisée) - Gérard Darier dans Destroyer - Jérôme Keen dans City of Lies - Jean-François Lescurat dans The Righteous Gemstones (série télévisée) - Cyrille Monge dans Liaison fatale (mini-série) - Philippe Valmont dans Évanouis |

Au Québec
| - Éric Gaudry dans : - Petite Vengeance poilue - Halloween - Secours a l'aube | Et aussi - Louis-Georges Girard dans : Les Country Bears (voix) - Jacques Lussier dans Diaboliquement vôtre - Guy Nadon dans 42 |